# Dunalia
Dunalia je rod krumpirovki smješten u podtribus Iochrominae, dio tribusa Physalideae. Pripada mu pet vrsta drveća i grmova u andskim predjelima Južne Amerike, od Kolumbije do Argentine
Rod je opisan u Nova Genera et Species Plantarum (quarto ed.) 3: 55. 1818.

## Vrste
1. Dunalia brachyacantha Miers
2. Dunalia dombeyana (Dunal) J.F.Macbr.
3. Dunalia obovata (Ruiz & Pav.) Dammer
4. Dunalia spathulata (Ruiz & Pav.) A.Braun & Asch.
5. Dunalia spinosa (Meyen) Dammer